# Trümmelbach
Le Trümmelbach est un cours d'eau coulant dans les Alpes bernoises, de la fonte de différents glaciers.  

## Géographie
Le Trümmelbach prend sa source sur les pentes nord du Mönch de l'Eiger et de la Jungfrau. Il coule ensuite vers l'ouest et se jette dans la Lütschine au sud de Lauterbrunnen.
Sur le cours du Trümmelbach se trouvent les Trümmelbachfälle (en allemand : cascades du Trümmelbach). Les 72 cascades, sont les seules cascades glaciaires souterraines de la vallée de Lauterbrunnen. On peut y accéder par ascenseur, et se promener derrière elles, sur des chemins, plates-formes et tunnels. Elles peuvent débiter jusqu'à 20 000 litres d'eau à la seconde et entrainer plus de 20,000 tonnes de cailloux par an provocant un grondement sourd et permanent.

### Sources
- Swisstopo